# Monumento ai difensori di Mosca

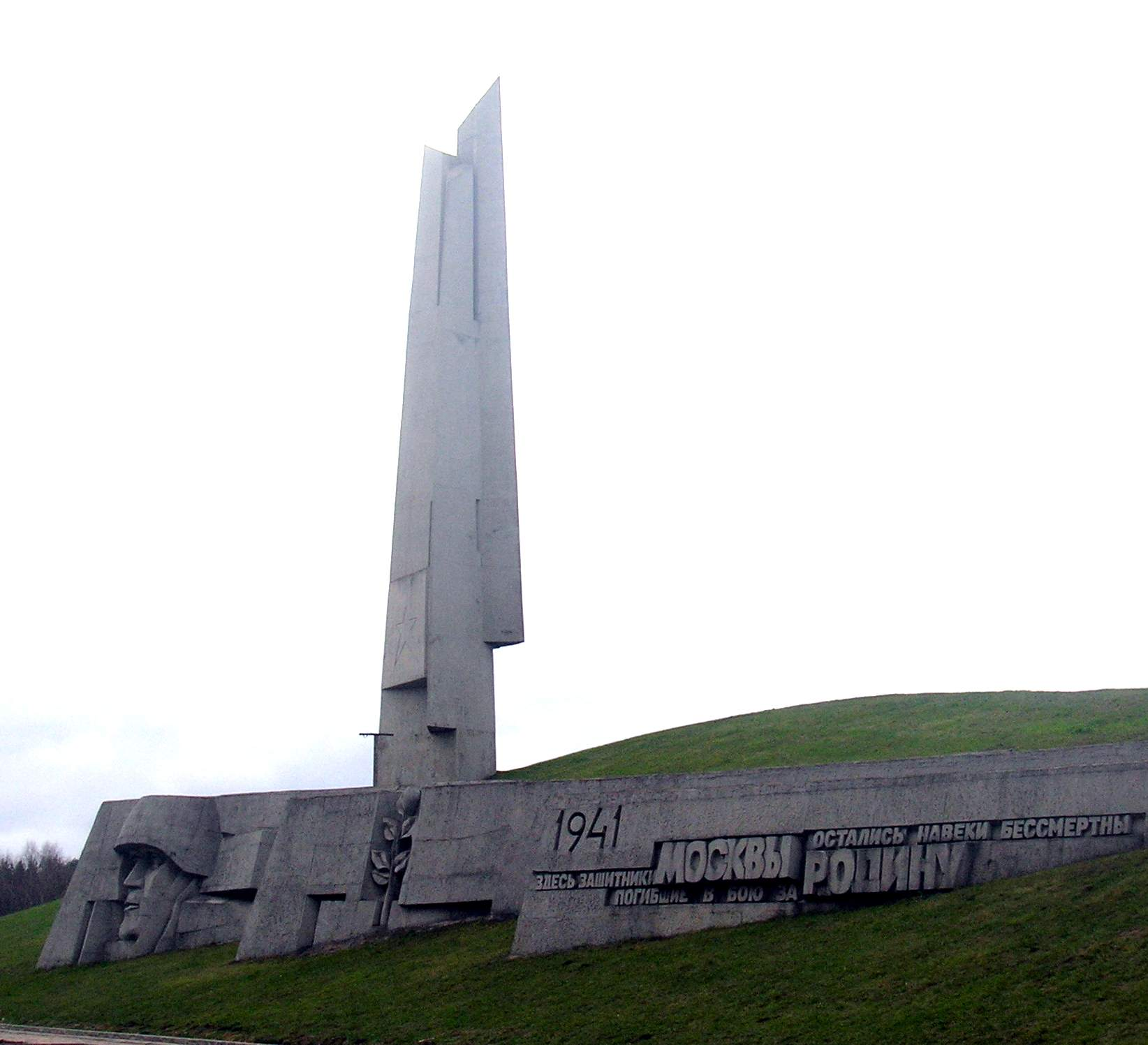
il monumento ai difensori di Mosca con le tre "baionette" raffigurate affiancate una alle altre

Il Monumento ai difensori di Mosca (Памятник Защитникам Москвы), noto anche come Memoriale "Shtyki" (in russo Мемориальный комплекс «Штыки»?, letteralmente "Baionette") è un monumento situato nella città di Zelenograd che commemora i combattenti che presero parte alla battaglia di Mosca del 1941-1942. Consiste in un cenotafio comune e in un complesso architettonico che deve il suo nome all'obelisco centrale, che rappresenta tre baionette tenute insieme.

## Storia
Le prime sepolture risalgono all'inverno del 1941. L'opera architettonica fu completata il 24 giugno 1974. Venne progettato degli architetti I. A. Pokrovskj e Y. A. Sverdlovskj e realizzato dagli scultori A. G. Shtejman e E. A. Shtejman-Derevjanko.

## Descrizione
Il complesso è composto da un kurgan, dall'obelisco "Shtyki" e dal trittico in bassorilievo con iscrizioni. Il kurgan contiene la fossa comune conosciuta come "Collina della Gloria" (in russo Холм Славы?) che raggiunge una profondità di 27 metri. L'obelisco, è costituito da tre baionette stilizzate che simboleggiano le divisioni di: fucilieri, blindati e cavalleria; è costruito in cemento armato, e ha un'altezza di 42 metri. Il trittico a bassorilievo, si trova sul lato sud-occidentale del kurgan, ed è costituito da tre stele di cemento sulle quali sono raffigurati un soldato, un ramo di alloro e la scritta "1941 г. Здесь защитники Москвы, погибшие в бою за Родину, остались навеки бессмертны" ("1941. Qui ci sono i difensori di Mosca, caduti in battaglia per la Patria, rimangono per sempre immortali"). Sotto la corona di bronzo, riposano le ceneri di centinaia di soldati sovietici. Sulla corona, è incisa la scritta: "Никогда Родина-мать не забудет своих сыновей"  ("La madrepatria non dimenticherà mai i suoi figli").
Il memoriale è collegato ad altri monumenti russi, in particolare alla tomba del milite ignoto, alle mura del Cremlino di Mosca e alla Collina della Gloria di Minsk. Nel 3 dicembre 1966, durante la commemorazione del 25º anniversario della sconfitta delle truppe naziste della Wehrmacht, nei dintorni di Mosca, le ceneri dei soldati furono trasportate al Cremlino. Il complesso "Shtyki" è talvolta confuso con un memoriale bielorusso, a causa delle loro somiglianze: entrambi sono complessi commemorativi costruiti su dei kurgan, ma il memoriale di Zelenograd ha tre baionette mentre quello bielorusso ne ha quattro.

## Bandiera e stemma di Zelenograd

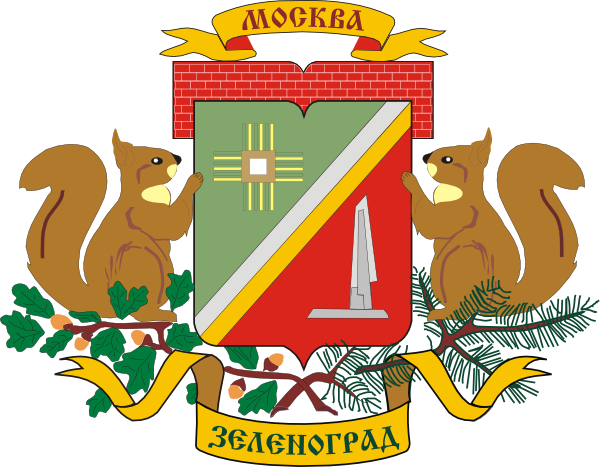
Lo stemma di Zelenograd

Il monumento è raffigurato anche nella bandiera e nello stemma della città di Zelenograd, stilizzato e in color argento o bianco, a simboleggiare l'importanza dell'unità nella difesa della capitale e l'inizio della sconfitta delle truppe naziste vicino di Mosca nel 1941.

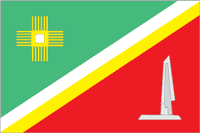
La bandiera di Zelenograd